# Begonia itatinensis
Espèce
Synonymes
- Begonia adiantiformis Toledo[1]

Begonia itatinensis est une espèce de plantes de la famille des Begoniaceae. Ce bégonia est originaire du Brésil. L'espèce fait partie de la section Pritzelia. Elle a été décrite en 1944 par Alexander Curt Brade, à la suite des travaux de Edgar Irmscher. L'épithète spécifique itatinensis signifie « de Itatins », en référence au lieu de récolte du type au Brésil en 1924 par Brade, dans la montagne d'Itatins (pt) près d'Iguape.

## Répartition géographique
Cette espèce est originaire du pays suivant : Brésil.